# Batrachedrodes syrraphella
Batrachedrodes syrraphella är en fjärilsart som beskrevs av Walsingham 1907. Batrachedrodes syrraphella ingår i släktet Batrachedrodes och familjen brokmalar, Momphidae. Inga underarter finns listade i Catalogue of Life.